# Phil Hartman
Philip Edward "Phil" Hartman (ngày 24 tháng 9 năm 1948 - 28 tháng 5 năm 1998; tên lúc sinh là Hartmann) là một diễn viên hài, kịch, và nghệ sĩ đồ họa người Mỹ gốc Canada. Sinh ra tại Brantford, Ontario, Hartman và gia đình chuyển đến Hoa Kỳ vào năm 1958.
Sau khi tốt nghiệp Đại học Bang California, Northridge, với bằng nghệ thuật đồ họa, ông đã thiết kế bìa album cho các ban nhạc như Poco và America. Hartman đã gia nhập nhóm hài The Groundlings vào năm 1975 và giúp diễn viên hài Paul Reubens phát triển nhân vật Pee-wee Herman của mình. Hartman đồng viết kịch bản cho bộ phim Pee-wee của Big Adventure và diễn xuất trên sô diễn Pee-wee's Playhouse của Reubens.

## Tiểu sử
Hartman sinh ra với tên Philip Edward Hartmann vào ngày 24 tháng 9 năm 1948 tại Brantford, Ontario, Canada. Ông là con thứ tư trong tám người con của Doris Marguerite (Wardell) và Rupert Loebig Hartmann, một nhân viên bán hàng chuyên về vật liệu xây dựng. Cha mẹ ông là người Công giáo và nuôi dạy các con của họ trong đức tin đó.

## Sự nghiệp phim ảnh

### Điện ảnh
| Năm  | Tên                              | Vai diễn                             | Chú thích                             |
| ---- | -------------------------------- | ------------------------------------ | ------------------------------------- |
| 1980 | The Gong Show Movie              | Man at airport with gun              | Credited as Phil Hartmann             |
| 1980 | Cheech & Chong's Next Movie      | Actor being filmed in the background |                                       |
| 1982 | Pandemonium                      | Reporter                             | Credited as Phil Hartmann             |
| 1984 | Weekend Pass                     | Joe Chicago                          |                                       |
| 1985 | Pee-wee's Big Adventure          | Reporter / Rodeo announcer           | Đồng biên kịch                        |
| 1986 | Last Resort                      | Jean-Michel                          |                                       |
| 1986 | Jumpin' Jack Flash               | Fred                                 | Credited as Phil E. Hartmann          |
| 1986 | Three Amigos!                    | Sam                                  | Credited as Philip E. Hartmann        |
| 1987 | Blind Date                       | Ted Davis                            |                                       |
| 1987 | The Brave Little Toaster         | Air conditioner / Hanging lamp       | Lồng tiếng                            |
| 1987 | Amazon Women on the Moon         | Baseball announcer                   |                                       |
| 1989 | Fletch Lives                     | Bly manager                          |                                       |
| 1989 | How I Got Into College           | Bennedict                            |                                       |
| 1990 | Quick Change                     | Hal Edison                           |                                       |
| 1993 | Loaded Weapon 1                  | Officer Davis                        |                                       |
| 1993 | CB4                              | Virgil Robinson                      |                                       |
| 1993 | Coneheads                        | Marlax                               |                                       |
| 1993 | So I Married an Axe Murderer     | John "Vicky" Johnson                 |                                       |
| 1994 | Greedy                           | Frank                                |                                       |
| 1994 | The Pagemaster                   | Tom Morgan                           | Lồng tiếng                            |
| 1995 | The Crazysitter                  | The Salesman                         |                                       |
| 1995 | Houseguest                       | Gary Young                           |                                       |
| 1995 | Stuart Saves His Family          | Announcer                            | Không được ghi danh                   |
| 1996 | Sgt. Bilko                       | Major Colin Thorn                    |                                       |
| 1996 | Jingle All the Way               | Ted Maltin                           |                                       |
| 1998 | Kiki's Delivery Service          | Jiji                                 | English dub Phát hành sau khi qua đời |
| 1998 | Small Soldiers                   | Phil Fimple                          | Phát hành sau khi qua đời             |
| 1998 | Buster & Chauncey's Silent Night | Chauncey                             | Lồng tiếng Phát hành sau khi qua đời  |

### Truyền hình
| Năm        | Tên                                              | Vai diễn                                                     | Chú thích                                                  |
| ---------- | ------------------------------------------------ | ------------------------------------------------------------ | ---------------------------------------------------------- |
| 1979       | Scooby-Doo and Scrappy-Doo                       | Additional voices                                            |                                                            |
| 1980       | The Six O'Clock Follies                          | Vai không tên                                                |                                                            |
| 1981       | The Pee-wee Herman Show                          | Captain Carl / Monsieur LeCroc                               | Tập đặc biệt chiếu TV; kiêm biên kịch                      |
| 1981       | The Smurfs                                       | Additional voices                                            |                                                            |
| 1983       | The Pop 'N Rocker Game                           | Announcer                                                    |                                                            |
| 1983       | The Dukes                                        | Various voices                                               | 7 tập                                                      |
| 1984       | Challenge of the GoBots                          | Additional voices                                            |                                                            |
| 1984       | Magnum, P.I.                                     | Newsreader                                                   | Tập: "The Legacy of Garwood Huddle"                        |
| 1985       | The 13 Ghosts of Scooby-Doo                      | Additional voice                                             | Tập: "It's a Wonderful Scoob"                              |
| 1985       | The Jetsons                                      | School Patrol robots / Executive Vice President (lồng tiếng) | Tập: "Boy George"                                          |
| 1986       | Dennis the Menace                                | Henry Mitchell / George Wilson / Various voices              |                                                            |
| 1986–1987  | Pee-wee's Playhouse                              | Captain Carl                                                 | 6 tập; kiêm biên kịch                                      |
| 1986–1994  | Saturday Night Live                              | Various characters                                           | 155 tập; kiêm biên kịch                                    |
| 1987       | DuckTales                                        | Captain Frye (lồng tiếng)                                    | Tập: "Scrooge's Pet"                                       |
| 1988       | Fantastic Max                                    | Additional voices                                            |                                                            |
| 1990       | Bill and Ted's Excellent Adventures              | Additional voices                                            | Tập: "One Sweet and Sour Chinese Adventure to Go"          |
| 1990       | On the Television                                | Nhiều vai                                                    | Tập: "M. Superior"                                         |
| 1990       | TaleSpin                                         | Ace London (lồng tiếng)                                      | Tập: "Mach One for the Gipper"                             |
| 1990       | Gravedale High                                   | Additional voices                                            |                                                            |
| 1990       | Tiny Toon Adventures                             | Octavius (lồng tiếng)                                        | Tập: "Whale's Tales"                                       |
| 1991       | Captain Planet and the Planeteers                | Dimitri the Russian Ambassador / TV Reporter (lồng tiếng)    | Tập: "Mind Pollution"                                      |
| 1991       | Empty Nest                                       | Tim Cornell                                                  | Tập: "Guess Who's Coming to Dinner?"                       |
| 1991       | Darkwing Duck                                    | Paddywhack (lồng tiếng)                                      | Tập: "The Haunting of Mr. Banana Brain"                    |
| 1991       | One Special Victory                              | Mike Rutten                                                  | Television film                                            |
| 1991–1998  | The Simpsons                                     | Troy McClure / Lionel Hutz / Various voices                  | 52 tập                                                     |
| 1991–1993  | Tom & Jerry Kids                                 | Calaboose Cal (lồng tiếng)                                   |                                                            |
| 1992       | Fish Police                                      | Inspector C. Bass (lồng tiếng)                               | Tập: "A Fish Out of Water"                                 |
| 1992       | Parker Lewis Can't Lose                          | Phil Diamond                                                 | Tập: "Lewis and Son"                                       |
| 1992       | Eek! The Cat                                     | Monkeynaut #1 / Psycho Bunny (lồng tiếng)                    | 2 tập                                                      |
| 1993       | Daybreak                                         | Man in abstinence commercial                                 | Không được ghi danh Television film                        |
| 1993       | Animaniacs                                       | Dan Anchorman (lồng tiếng)                                   | Tập: "Broadcast Nuisance"                                  |
| 1993       | The Twelve Days of Christmas                     | Additional voice                                             | Television film                                            |
| 1993       | The Larry Sanders Show                           | Himself                                                      | Tập: "The Stalker"                                         |
| 1994       | The Critic                                       | Various voices                                               | Tập: "Eyes on the Prize"                                   |
| 1995       | The Show Formerly Known as the Martin Short Show | Various characters                                           | Television special                                         |
| 1995       | The John Larroquette Show                        | Otto Friedling                                               | Tập: "A Moveable Feast"                                    |
| 1995       | Night Stand with Dick Dietrick                   | Gunther Johann                                               | Tập: "Illegal Alien Star Search"                           |
| 1995–1998  | NewsRadio                                        | Bill McNeal                                                  | 75 tập                                                     |
| 1996       | The Dana Carvey Show                             | Larry King                                                   | Tập: "The Mountain Dew Dana Carvey Show"                   |
| 1996       | Caroline in the City                             | Host                                                         | Không được ghi danh Tập: "Caroline and the Letter"         |
| 1996       | The Ren & Stimpy Show                            | Announcer On Russian filmreel / Sid the Clown (lồng tiếng)   | 2 tập                                                      |
| 1996       | Seinfeld                                         | Man on phone (lồng tiếng)                                    | Không được ghi danh Tập: "The Package"                     |
| 1996, 1998 | 3rd Rock from the Sun                            | Phillip / Randy                                              | 2 tập                                                      |
| 1997       | The Second Civil War                             | President of the United States                               | Television film                                            |
| 1999       | Happily Ever After: Fairy Tales for Every Child  | Game show host (lồng tiếng)                                  | Tập: "The Empress's Nightingale" Phát sóng sau khi qua đời |

### Trò chơi điện tử
| Năm  | Tên                 | Lồng tiếng                 |
| ---- | ------------------- | -------------------------- |
| 1997 | Virtual Springfield | Troy McClure / Lionel Hutz |
| 1998 | Blasto              | Captain Blasto             |